# Casalbordino-Pollutri
Casalbordino-Pollutri (wł. Stazione di Casalbordino-Pollutri) – przystanek kolejowy w Casalbordino, w prowincji Chieti, w regionie Abruzja, we Włoszech. 
Znajduje się na linii Adriatica. Obsługuje również pobliską gminę Torino di Sangro.
Według klasyfikacji RFI ma kategorię brązową.

## Historia
Pierwsza stacja została otwarta 25 kwietnia 1864, jako część linii Ortona-Foggia. Obecny przystanek został otwarty 27 listopada 2005, wraz z nowym przebiegiem odcinka linii Adriatica. 

## Linie kolejowe
- Adriatica